# Mistrz Olof
Mistrz Olof (szw. Mäster Olof) – szwedzki dramat historyczny Augusta Strindberga z 1872 roku. Jeden ze znawców twórczości Strindberga, profesor Gunnar Ollén wspomina w swoich pracach, że „Nowa Gazeta Ilustrowana” (szw. Ny Illustrerad Tidning) uznała „Mistrza Olofa”, „najwspanialszym dziełem szwedzkiej dramaturgii”.

## Opis fabuły
Akcja dramatu rozgrywa się w XVI-wiecznej Szwecji, za panowania Gustawa I Wazy, w czasie gdy Szwecja przyjmowała luteranizm, a król przeprowadzał reformę Kościoła. W momencie rozpoczęcia akcji Olof jest młodym księdzem (pierwowzorem postaci jest szwedzki pisarz i reformator Olaus Petri), uczącym w szkole katedralnej w Stangnas. To on wprowadził i rozpowszechnił w kraju nowe idee religijne i polityczne.

## Inscenizacje
W 1872 roku dramat został odrzucony przez Teatr Królewski w Sztokholmie, a jego światowa prapremiera odbyła się dopiero w 1881 roku w sztokholmskim Nya teatern w reżyserii Ludviga Josephsona. Ponadto sztukę Strindberga wystawiano w Finlandii, Norwegii, Danii i Niemczech (berlińskie Max Reinhardt Volksbühne).

### Polska realizacja
Polska prapremiera Mistrza Olofa odbyła się 30 października 1983 roku na deskach poznańskiego Teatru Polskiego w reżyserii Jerzego Kreczmara i była to zarazem jego ostatnia praca reżyserska. Andrzej Nils Uggla, profesor Uniwersytetu Uppsalskiego, uznał inscenizację Kreczmara za "ponadczasową".
Muzykę do spektaklu skomponował Jan A.P. Kaczmarek, scenografię zaprojektował Zbigniew Bednarowicz, a w obsadzie znaleźli się między innymi, Wojciech Siedlecki (Olof), Grzegorz Mrówczyński (Magnat), Andrzej Szczytko (Niemiec), Mariusz Puchalski (Knipperdolink) i Piotr Wypart (Mons Sommar - biskup ze Strägnäs).